# Лазская епархия
Лазская епархия (греч. Επαρχία Λαζικής), также известная как Фасисская митрополия (греч. μητρόπολις Φάσιδος) — древняя православная епархия Константинопольского Патриархата на территории Лазики, существовавшая в VI–IX веках. Епархиальная кафедра находилась в Фасис (совр. Поти).

## Основание и значение
Основание Лазской епархии относят к правлению императора Юстиниана I (527–565). После окончания Ирано-византийской войны (542–562) и закрепления византийского влияния в Западной Грузии, перед империей встала задача идеологического и религиозного укрепления региона. Создание епархии стало частью стратегии включения Лазики в орбиту Константинопольского патриархата и византийского культурно-политического пространства.
О высокой значимости Лазской епархии свидетельствует её положение среди новых митрополий, учреждённых Юстинианом: кафедра в Фасисе (совр. Поти) занимала второе место после Юстинианополя (позднее Мокиссос). Согласно спискам епископатов Константинопольского патриархата (Notitiae Episcopatuum), Фасис традиционно находился на 27-й позиции среди митрополий империи (в III Нотиции — на 33-й).

## Структура и территория
Юрисдикция епархии охватывала обширную территорию исторического Лазики (Западной Грузии).
Центром Лазской епархии являлась митрополия в Фасисе, в подчинении которой находились следующие епископии:
- Родополис (совр. Варцихе),
- Сайс или Сайсена (Цаиши),
- Петра (Цихисдзири),
- Зигана (Дзиганеви/Гудаева).

К северо-западу от Лазики располагались две другие епархии Константинопольского патриархата — Абазгийская и Зихийская, с архиепископскими кафедрами в Себастополисе и Никопсе соответственно. Вероятно, Себастополисская епископия первоначально входила в состав Лазской епархии, до её возведения в ранг архиепископии в 630-х годах.
На юго-западе Лазская епархия граничила с епархией Понта Полемонийского — митрополией с центром в Неокесарии, в состав которой входили, в частности, епископии Трапезунда и Ризе. В период с 787 года до начала 830-х годов епископия Ризе, вероятно, временно входила в состав Лазской епархии, занимая в ней последнее, пятое место после четырёх основных кафедр.

## Участие в Вселенских соборах
Иерархи Лазской епархии принимали участие в Вселенских соборах.
- На VI Вселенском соборе (680–681 гг.) упоминается некий Теодор, обозначенный в актовых материалах как «недостойный епископ Фасиса, провинции Лазики».
- На Трулльском соборе (691–692 гг.) в Константинополе присутствовали сразу несколько представителей Лазской церковной иерархии: митрополит Фасиса — Теодор, епископ Петры — Иоанн и епископ Зиганы — Фаустин.
- На VII Вселенском соборе в Никее (787 г.) Лазику представлял митрополит Фасиса Христофор, который в некоторых источниках также упоминается как епископ Трапезунда, что может свидетельствовать о временном совмещении им обеих кафедр.

## Упразднение и преемственность
После провозглашения независимости Абхазского царства византийская церковная структура продолжала сохраняться до конца IX века. Епископские кафедры Западной Грузии, в том числе и Лазской епархии, фиксируются в списках Константинопольского патриархата (Notitiae Episcopatuum) вплоть до VII редакции, датируемой 901–907 годами. Исчезновение этих кафедр из последующих списков совпадает по времени с учреждением Абхазского католикосата с центром в Питиунте, что, по-видимому, и стало причиной окончательной ликвидации Лазской епархии как части византийской церковной юрисдикции.
В ходе церковной реорганизации, проводившейся в этот период, кафедра Трапезунда, ранее подчинённая Неокесарийской митрополии, получила повышение в статусе: сперва она была возведена в ранг архиепископии, а впоследствии стала митрополией. В VII редакции Notitiae Episcopatuum она фигурирует уже как «Трапезунд Лазики» (греч. Τραπεζοῦς τῆς Λαζικῆς), фактически заняв место Фасиса в византийской церковной иерархии.
Бывшие кафедры, такие как Фасис (Поти), Цаиши и другие, были включены в новую грузинскую церковную систему, где с X века начали формироваться новые епархии — Чкондиди, Мокви, Дранда, Бедия, Кутаиси и Цагери. Единственной византийской кафедрой, сохранившей преемственность без перерыва, осталась Цаишская епархия.